# 日本浮世绘博物馆
日本浮世绘博物館（日语：／ Nihon Ukiyo-e Hakubutsukan）是一座位于日本長野县松本市的博物馆，主要收藏浮世绘。该博物馆收藏有超过10万件浮世绘，主要来自江户时代开始发迹的松本豪商酒井家，是世界上最大的浮世绘博物馆。